# SZA
Солана Имани Роу (англ. Solána Imani Rowe; род. 8 ноября 1989), более известная как SZA (произносится как /ˈsɪzə/), — американская соул-певица, автор-исполнитель.
За свою карьеру SZA получила несколько наград, в том числе четыре премии «Грэмми», BRIT Awards, American Music Awards, премию Гильдии музыкальных супервайзеров и две премии Billboard Women in Music (в том числе «Женщина года»). Как автор песен она участвовала в написании композиций для Ники Минаж, Бейонсе, Трэвиса Скотта, Schoolboy Q и Рианны. В 2024 году она была удостоена награды Hal David Starlight Award от Зала славы авторов песен.
В 2018 году песня «All the Stars» из альбома Black Panther, записанная SZA и Кендриком Ламаром была номинирована на Золотой глобус и премию «Оскар» за лучшую оригинальную песню.

## Биография
См. также «SZA career» в английском разделе.
Родилась 8 ноября 1989 года в США (Сент-Луис, Миссури), настоящее имя Солана Имани Роу. Солана Роу образовала свой сценический псевдоним SZA (произносится как /ˈsɪzə/) из алфавита Supreme Alphabet под влиянием рэпера RZA из Wu-Tang Clan. Последние две буквы в её имени означают Zig-Zag и Allah, а первая буква S может означать как спаситель, так и суверен («Sovereign Zig-Zag Allah» или «Savior Zig-Zag Allah»).
Дебютный студийный альбом Ctrl вышел 9 июня 2017 года и получил положительные отзывы музыкальных критиков. Альбом дебютировал на третьем месте в американском хит-параде Billboard Top 200 и три сингла с него стали платиновыми по тиражу: «The Weekend», «Supermodel» и «Love Galore» (вместе с Трэвисом Скоттом). Все три песни были номинированы на премию Грэмми-2018. Альбом Ctrl был назван журналом Time лучшим диском 2017 года.
В январе 2018 года SZA записала вместе с Кендриком Ламаром трек «All the Stars», который был выпущен в качестве основного сингла саундтрека к фильму «Чёрная пантера». Сингл достиг седьмого места в американском хит-параде Billboard Hot 100, став для SZA вторым хитом в лучшей десятке топ-10, после «What Lovers Do» (совместно с группой Maroon 5), который поднимался до девятого места в чарте. SZA также сотрудничала с Карди Би над треком «I Do» из альбома Invasion of Privacy.
В 2025 году вышел фильм «Тот самый день», где состоялся актёрский дебют певицы.

## Дискография
- Ctrl (2017)
- SOS (2022)
- SOS Deluxe: LANA (2024)

## Награды и номинации

### Grammy Awards
| Год  | Категория                                          | Работа                                             | Результат | Ссылка |
| ---- | -------------------------------------------------- | -------------------------------------------------- | --------- | ------ |
| 2018 | Лучший новый исполнитель                           | SZA                                                | Номинация | [ 11 ] |
| 2018 | Лучший альбом в жанре современной городской музыки | Ctrl                                               | Номинация | [ 11 ] |
| 2018 | Лучшее R&B-исполнение                              | «The Weekend»                                      | Номинация | [ 11 ] |
| 2018 | Лучшая R&B-песня                                   | «Supermodel»                                       | Номинация | [ 11 ] |
| 2018 | Лучшее рэп-/песенное исполнение                    | «Love Galore» (при участии Трэвиса Скотта)         | Номинация | [ 11 ] |
| 2019 | Лучшее рэп-/песенное исполнение                    | «All the Stars» (при участии Кендрика Ламара)      | Номинация | [ 17 ] |
| 2019 | Запись года                                        | «All the Stars» (при участии Кендрика Ламара)      | Номинация | [ 17 ] |
| 2019 | Песня года                                         | «All the Stars» (при участии Кендрика Ламара)      | Номинация | [ 17 ] |
| 2019 | Лучшая песня, написанную для визуальных медиа      | «All the Stars» (при участии Кендрика Ламара)      | Номинация | [ 17 ] |
| 2022 | Запись года                                        | «Kiss Me More» (вместе с Doja Cat)                 | Номинация | [ 18 ] |
| 2022 | Песня года                                         | «Kiss Me More» (вместе с Doja Cat)                 | Номинация | [ 18 ] |
| 2022 | Лучшее поп-исполнение дуэтом или группой           | «Kiss Me More» (вместе с Doja Cat)                 | Победа    | [ 18 ] |
| 2022 | Альбом года                                        | Planet Her (Deluxe) (в качестве гостевого артиста) | Номинация | [ 18 ] |
| 2022 | Лучшая R&B-песня                                   | «Good Days»                                        | Номинация | [ 18 ] |
| 2023 | Лучшее рэп-/песенное исполнение                    | «Beautiful» (вместе с DJ Khaled и Фьючером)        | Номинация | [ 19 ] |
| 2024 | SOS                                                | Album of the Year                                  | Номинация | [ 20 ] |
| 2024 | SOS                                                | Best Progressive R&B Album                         | Победа    | [ 20 ] |
| 2024 | «Kill Bill»                                        | Record of the Year                                 | Номинация | [ 20 ] |
| 2024 | «Kill Bill»                                        | Song of the Year                                   | Номинация | [ 20 ] |
| 2024 | «Kill Bill»                                        | Best R&B Performance                               | Номинация | [ 20 ] |
| 2024 | «Love Language»                                    | Best Traditional R&B Performance                   | Номинация | [ 20 ] |
| 2024 | «Snooze»                                           | Best R&B Song                                      | Победа    | [ 20 ] |
| 2024 | «Low»                                              | Best Melodic Rap Performance                       | Номинация | [ 20 ] |
| 2024 | «Ghost in the Machine» (с Phoebe Bridgers)         | Best Pop Duo/Group Performance                     | Победа    | [ 20 ] |
| 2025 | «Saturn»                                           | Best R&B Song                                      | Ожидается | [ 21 ] |
| 2025 | «Saturn»                                           | Best R&B Performance                               | Ожидается | [ 21 ] |

### iHeart Radio Music Awards
| Год  | Категория                 | Номинируемая работа                                  | Результат | Ссылки |
| ---- | ------------------------- | ---------------------------------------------------- | --------- | ------ |
| 2018 | Best New R&B Artist       | SZA                                                  | Победа    | [ 22 ] |
| 2018 | Best R&B Song of the Year | «Love Galore» (при участии Трэвиса Скотта)           | Номинация | [ 22 ] |
| 2018 | Best Remix                | «Homemade Dynamite» (с Lorde, Халидом и Post Malone) | Победа    | [ 22 ] |
| 2019 | R&B Artist of the Year    | SZA                                                  | Номинация | [ 23 ] |

### MOBO Awards
| Год  | Номинируемая работа | Категория              | Результат | Ссылка |
| ---- | ------------------- | ---------------------- | --------- | ------ |
| 2017 | Herself             | Best International Act | Номинация | [ 24 ] |

### MTV Europe Music Awards
| Год  | Номинируемая работа | Категория     | Результат | Ссылка |
| ---- | ------------------- | ------------- | --------- | ------ |
| 2017 | Herself             | Best Push Act | Номинация | [ 25 ] |

### MTV Video Music Awards
| Год  | Номинируемая работа | Категория       | Результат | Ссылка |
| ---- | ------------------- | --------------- | --------- | ------ |
| 2017 | Herself             | Best New Artist | Номинация | [ 26 ] |

### NAACP Image Awards
| Год  | Номинируемая работа                        | Категория                               | Результат | Ссылка |
| ---- | ------------------------------------------ | --------------------------------------- | --------- | ------ |
| 2018 | Herself                                    | Outstanding New Artist                  | Победа    | [ 27 ] |
| 2018 | Herself                                    | Outstanding Female Artist               | Номинация | [ 27 ] |
| 2018 | «Love Galore» (при участии Трэвиса Скотта) | Outstanding Duo, Group or Collaboration | Номинация | [ 27 ] |
| 2018 | «Love Galore» (при участии Трэвиса Скотта) | Outstanding Song, Contemporary          | Номинация | [ 27 ] |

### Soul Train Music Awards
| Год  | Номинируемая работа                        | Категория                   | Результат | Ссылка |
| ---- | ------------------------------------------ | --------------------------- | --------- | ------ |
| 2017 | Herself                                    | Best New Artist             | Победа    | [ 28 ] |
| 2017 | Herself                                    | Best R&B/Soul Female Artist | Победа    | [ 28 ] |
| 2017 | Ctrl                                       | Album of the Year           | Номинация | [ 28 ] |
| 2017 | «Love Galore» (при участии Трэвиса Скотта) | Best Collaboration          | Номинация | [ 28 ] |